# Dance Gavin Dance
I Dance Gavin Dance sono un gruppo musicale post-hardcore statunitense formatosi nel 2005 a Sacramento, California. La band attualmente è composta da Jon Mess (scream), Will Swan (chitarra solista), Andrew Wells (chitarra, voce) e Matthew Mingus (batteria, percussioni). I cantanti Jonny Craig, Tilian Pearson e Kurt Travis hanno fatto parte della band in passato. Swan e Mingus sono gli unici membri della band presenti in tutti gli album in studio, mentre Mess ha partecipato a tutti gli album tranne Happiness.

## Storia

### Formazione eDowntown Battle Mountain(2005-2007)
I Dance Gavin Dance vengono fondati dal chitarrista Will Swan, dal batterista Matt Mingus, e dal bassista Eric Lodge, dopo lo scioglimento del loro precedente gruppo Farewell Unknown. Dopo aver reclutato lo screamer Jon Mess, il cantante Jonny Craig si unisce alla band dopo aver lasciato i Ghost Runner On Third a causa di conflitti interni. La band ha realizzato un EP autoprodotto, Whatever I Say Is Royal Ocean, che viene successivamente ristampato il 14 novembre 2006, sotto Rise Records.
Il loro primo album in studio Downtown Battle Mountain, prodotto da Kris Crummett, esce il 15 maggio 2007 sotto Rise Records. La band va in tour con Alesana, A Day To Remember, e Pierce the Veil per promuovere l'album.
Nell'agosto del 2007, il chitarrista Sean O'Sullivan lascia la band e viene sostituito da Zachary Garren. Nel novembre del 2007, il cantante Craig abbandona la band e non gli viene permesso di rientrare quando lo richiede, a causa di tensioni estreme e conflitti personali con gli altri membri della band.

### Dance Gavin Dance(2008-2009)
Poco dopo l'allontanamento di Craig, la band tiene audizioni per un nuovo cantante; Nic Newsham dei Gatsby's American Dream sceglie di non unirsi al gruppo, ma appare nella canzone "Uneasy Hearts Weigh The Most" nel loro album del 2008. Kurt Travis diventa il nuovo cantante della band.
Il 20 aprile 2008 i Dance Gavin Dance entrano in studio per registrare il loro album omonimo, con Kris Crummett ancora una volta nel ruolo di produttore. L'album esce il 19 agosto 2008.
Prima che l'album esca, ma dopo essere stato registrato, Jon Mess ed Eric Lodge lasciano i Dance Gavin Dance. Will Swan riveste quindi il ruolo di screamer oltre a quello di chitarrista solista, e Jason Ellis sostituisce Eric al basso. La band gira un video musicale per la canzone "Me And Zoloft Get Along Just Fine" con il regista Robby Starbuck, uscito il 18 novembre 2008. La voce di Jon Mess è cantata in playback da Will Swan nel video musicale.

### Happiness(2009-2010)
Nel febbraio del 2009, i cinque membri della band entrano in studio per registrare un nuovo album, ancora una volta con il produttore Kris Crummett: Happiness esce il 9 giugno 2009. Il bassista Jason Ellis compare in Happiness, ma lascia la band prima dell'uscita dell'album e viene sostituito da Tim Feerick. L'album riceve una recensione contrastante da AllMusic, che scrive: "Happiness abbonda di un eclettismo troppo ambizioso che è tanto d'effetto quanto controverso", e che due canzoni sono rovinate dall' "atmosfera emo liceale", lasciando l'ascoltatore insoddisfatto. Poco dopo l'uscita dell'album, esce un video musicale per il brano "Tree Village". La band intraprende un tour con Emarosa, Closure in Moscow, Scary Kids Scaring Kids e altri per promuovere l'album.
Il 10 febbraio 2010, il chitarrista Zachary Garren viene cacciato fuori dalla band a causa di conflitti personali con Will Swan. Poco dopo, Zac Garren incontra il batterista Ben Rosett e forma Strawberry Girls, firmando un contratto con Tragic Hero Records. I Dance Gavin Dance suonano in quattro al Soundwave Festival, con Swan come chitarrista e Kurt Travis alle tastiere.

### Downtown Battle Mountain II(2010-2011)
Jon Mess ed Eric Lodge tornano ufficialmente a far parte della band a metà del 2010. Josh Benton, ex chitarrista e compagno di band di Kurt Travis nei No Not Constant, ricopre il ruolo di chitarrista. Ad agosto, Alternative Press sostiene che il cantante Kurt Travis si sia ufficialmente separato dai Dance Gavin Dance in modo che Jonny Craig possa rientrare nella band. Mess dichiara in un'intervista per noisey.vice.com che se Jonny non fosse stato disposto a rientrare, la band si sarebbe sciolta. L'ex chitarrista Sean O'Sullivan si ricongiunge alla band per diversi spettacoli verso la fine del 2010, facendo ritornare la band alla loro formazione originaria di Downtown Battle Mountain. Nel marzo del 2011, la band ha pubblicato Downtown Battle Mountain II.
Nel marzo del 2011 la band inizia il suo tour negli Stati Uniti con Iwrestledabearonce, In Fear And Faith, e Just Like Vinyl, seguito da un piccolo tour europeo, che finisce con due spettacoli a Londra dove suonano Downtown Battle Mountain per intero la prima notte e Downtown Battle Mountain II per intero la seconda notte. La band suona anche al Vans Warped Tour del 2011. In un'intervista nell'aprile del 2011 per Mind Equals Blown, il batterista Matt Mingus dichiara che la band prevede di pubblicare un altro album con l'attuale formazione riunita.

### Secondo allontanamento di Jonny Craig eAcceptance Speech(2012-2014)
Il 20 agosto 2012, Jonny Craig annuncia la sua uscita dalla band.
Il 21 agosto 2012, i Dance Gavin Dance annunciano l'allontanamento di Craig tramite Facebook dicendo: "Quando Jonny è tornato nei Dance Gavin Dance, stavamo per piantarla lì. Stanchi di fare tour lontani da casa per 8 mesi all'anno, volevamo cambiare le cose. Abbiamo pensato che sarebbe stato divertente fare un sequel di Downtown Battle Mountain con Jonny. Abbiamo registrato Downtown Battle Mountain II e abbiamo pensato che sarebbe stato un dispiacere per i nostri fan non permettere loro di ascoltare il nuovo disco dal vivo. Abbiamo fatto un tour e ci siamo sentiti ringiovaniti, ma Jonny non era a posto. Dopo aver cercato di convincerlo a ricevere aiuto durante il Warped Tour, abbiamo cancellato una data nel novembre/dicembre del 2011 e gli abbiamo detto che non avremmo più continuato il tour fino a quando non avrebbe cercato davvero aiuto per la sua dipendenza. Il nostro amico Matt Geise lo ha sostituito per un breve periodo all'inizio di quest'anno mentre Jonny era in riabilitazione. Fu dimesso e voleva viaggiare immediatamente. Non eravamo sicuri di come sarebbero andate le cose, quindi abbiamo prenotato solo una piccola parte dell'All Stars Tour per vedere se Jonny sarebbe potuto funzionare ancora come cantante principale. Dopo una settimana e mezzo le cose non stavano andando bene. Tutto è venuto a capo quando Jonny è stato pubblicamente rimproverato dal proprietario di Sumerian Records per reati multipli. Fu allora che ci rendemmo conto che il nostro tempo con Jonny aveva raggiunto la sua fine. Auguriamo a Jonny il meglio per il suo futuro, ma non farà più parte dei DGD. Continueremo comunque a suonare e scrivere musica perché è quello che amiamo fare."
A Tilian Pearson, dei Tides of Man, viene chiesto di diventare il nuovo cantante della band durante la realizzazione del suo album solista, Material Me. Pearson, insieme al chitarrista Josh Benton e al bassista Tim Feerick, vengono confermati come membri ufficiali da Jon Mess. Il quinto album della band, Acceptance Speech, viene pubblicato nel mese di ottobre 2013 con Rise Records. L'album è prodotto da Matt Malpass. Poco dopo le riprese del video musicale per il singolo Strawberry Swisher Pt. 3, Josh Benton si separa dalla band per concentrarsi sulla sua carriera di ingegnere del suono e produttore. Aric Garcia degli Hail The Sun partecipa al The Acceptance Speech Tour e al Rise Records Tour. Il 17 settembre, i Dance Gavin Dance hanno reso disponibile il brano Pussy Vultures, realizzato durante le sessioni di Acceptance Speech.

### Instant Gratificatione decimo anniversario (2014-2015)
Il 29 ottobre 2014, il produttore Kris Crummett annuncia che la band ha finito di registrare il sesto album in studio. Martin Bianchini, chitarrista dei Secret Band, e Aric Garcia, chitarrista degli Hail the Sun, prendono il posto di Josh Benton e Zachary Garren per le rispettive parti di chitarra. Il 6 febbraio 2015, Rise Records pubblica un teaser per il nuovo album Instant Gratification, che viene pubblicato il 14 aprile 2015. Il 12 febbraio 2015, la band pubblica il singolo principale On the Run, seguito il 12 marzo da We Own The Night. Il video musicale di quest'ultimo viene caricato sul canale ufficiale YouTube della Rise Records il 7 maggio 2015. Il 2 aprile, la band presenta in anteprima il video musicale per la canzone Stroke God, Millionaire.
Il 19 febbraio 2015, il chitarrista della band Will Swan pubblica un post su Facebook rivelando che la pedaliera della chitarra che usa per suonare dal vivo con Secret Band, Dance Gavin Dance e Sianvar è stata rubata in uno spettacolo del 14 febbraio durante il The Blue Swan Tour. Crea quindi un account GoFundMe e chiede ai fan di donare 2500 dollari per aiutarlo ad acquistare una pedaliera sostitutiva. Raggiunge il suo obiettivo entro tre ore dalla richiesta.
I Dance Gavin Dance prendono parte al Take Action! Tour come band di supporto, insieme a Memphis May Fire, Crown the Empire e Palisades, dal 10 marzo al 4 aprile 2015. Per promuovere Instant Gratification, la band annuncia l'Instant Gratification Tour, svoltasi dal 14 aprile all'8 maggio 2015 in tutto il Nord America, con Polyphia, Hail the Sun e Stolas come band di supporto. Il gruppo intraprende un tour in Australia come headliner dal 14 maggio al 23 maggio 2015, con gli Arcasia in qualità di artisti di apertura. In occasione del decimo anniversario della band, i Dance Gavin Dance si lanciano nel 10 Year Anniversary Tour con A Lot Like Birds, Slaves, Dayshell e Strawberry Girls dal 14 novembre al 19 dicembre 2015, nel Nord America.

### Tree City SessionseMothership(2016-2017)
Il 23 dicembre 2015, Rise Records rivela che i Dance Gavin Dance avrebbero pubblicato il loro settimo album in studio nell'autunno del 2016.
La band si esibisce al So What Music Festival di Grand Prairie, Texas, il 20 marzo 2016. Si esibiscono anche al Extreme Thing Sports & Music Festival di Las Vegas, Nevada, il 2 aprile 2016, con altre band come Saosin, The Story So Far, Maine, Mayday Parade, e molte altre.
Il 2 marzo 2016, la band annuncia il loro album live in studio, Tree City Sessions, che viene pubblicato il 13 maggio 2016. L'album contiene 12 canzoni registrate dal vivo eseguite a Sacramento, California presso i Pus Cavern Studios. Il 10 maggio 2016, la band annuncia la tappa inglese del loro tour per il decimo anniversario che comprendeva i cantanti Tilian Pearson, Kurt Travis e Jonny Craig. L'11 luglio, il gruppo annuncia il loro tour autunnale negli Stati Uniti che si svolge dal 22 settembre al 27 ottobre 2016.
Il 27 luglio 2016, la band annuncia il loro settimo album in studio, Mothership, uscito il 7 ottobre 2016. Il singolo principale, Chucky vs. the Giant Tortoise, viene pubblicato il 18 agosto 2016. Il video musicale per Betrayed by the Game esce il 16 settembre 2016 e il video musicale per Young Robot esce il 27 settembre 2016. Per promuovere l'album, la band intraprende il Mothership Tour, supportata da The Contortionist, Hail The Sun, Good Tiger e The White Noise, che si svolge dal 22 settembre al 27 ottobre 2016. I Dance Gavin Dance intraprendono un tour in Europa per il decimo anniversario, dal 3 novembre al 26 novembre 2016. Tra febbraio e marzo 2017 hanno tenuto la tournée The Robot with Human Hair Vs. Chonzilla insieme al gruppo math rock Chon.
Il 1º giugno 2017, la band pubblica una cover del singolo di Bruno Mars "That's What I Like" su YouTube. Il 15 dello stesso mese è uscito il videoclip del brano Summertime Gladness. Nell'estate del 2017 la band ha preso parte al Vans Warped Tour.
Il 4 ottobre 2017, la band annuncia un tour statunitense in cui eseguirà Mothership nella sua interezza fino a dicembre dello stesso anno, con il sostegno di Polyphia, Icarus The Owl, e Wolf & Bear.

### Artificial SelectioneJackpot Juicer(2018-presente)
Il 17 ottobre 2017, la band annuncia che la registrazione del suo ottavo album in studio è iniziata e che l'album dovrebbe uscire nel 2018. La band intraprende un tour europeo da headliner dal 3 al 22 marzo 2018, con il supporto di Thousand Below e Veil Of Maya. La band annuncia il suo ottavo album in studio, Artificial Selection, il 23 marzo 2018. La band ha presentato il primo singolo dell'album, Midnight Crusade, il 4 aprile 2018, accompagnato da un video musicale. Il 3 maggio 2018 la band ha reso disponibile la canzone "Son of Robot". Pubblicano la canzone Care, accompagnata da un video musicale, il 24 maggio 2018. Count Bassy e il suo video musicale vengono distribuiti tre giorni prima dell'album, il 5 giugno 2018. Per promuovere l'album, la band nel 2018 affianca in due tour la band americana post-hardcore Underoath e nel 2019 si imbarca in un tour da headliner chiamato Artificial Selection Tour, con Periphery, Hail the Sun e Don Broco. La band organizza il suo primo SwanFest annuale il 30 marzo 2019 al City National Grove of Anaheim ad Anaheim, in California.
Un nuovo singolo, Head Hunter, viene pubblicato il 22 marzo 2019. Il cantante della band Tilian Pearson conferma che i Dance Gavin Dance pubblicheranno il loro nono album in studio nel 2020, e altri singoli usciranno nel corso del 2019.
Il 24 aprile 2020 è uscito l'album Afterburner.
A marzo 2022 esce il singolo Synergy, in collaborazione con Rob Damiani dei Don Broco.
Il 13 aprile 2022 viene annunciata la morta del bassista Tim Feerick.
A maggio esce il singolo Pop Off!. A luglio pubblicano il singolo Cream of the Crop.
Il 29 luglio esce per Rise Records l'album Jackpot Juicer, composto di 18 tracce.
Il 15 aprile 2024 viene annunciata l'uscita dal gruppo di Tilian Pearson.

## Stile musicale, influenze e progetti paralleli
Lo stile musicale dei Dance Gavin Dance è stato descritto come post-hardcore, math rock, rock sperimentale, rock progressivo, screamo, jazz fusion, ed emo. I critici hanno paragonato la band a gruppi post-hardcore come The Fall Of Troy, Alexisonfire e Circa Survive. Il loro disco del 2011 Downtown Battle Mountain II è caratterizzato "dalla stessa struttura dell'album dei The Mars Volta, The Bedlam In Goliath, in quanto non diminuisce mai d'intensità".
La band ha citato personalmente i gruppi Glassjaw, Earth Wind & Fire, Deftones, Temptations, At the Drive-In, Cursive, Explosions in the Sky, MF Doom e Radiohead tra i loro ispiratori.
L'ex cantante Jonny Craig è attualmente il frontman degli Slaves, l'ex vocalist Kurt Travis ha cantato negli A Lot Like Birds e l'ex chitarrista Zachary Garren ha creato la sua band Strawberry Girls. Il chitarrista principale Will Swan attualmente gestisce la sua etichetta discografica, Blue Swan Records, e suona la chitarra nel supergruppo Sianvar e in un progetto parallelo dei Dance Gavin Dance, Secret Band, in cui sono presenti anche Jon Mess e Matt Mingus. L'ex chitarrista Josh Benton lavora anche come produttore discografico e ha prodotto l'album dal vivo Tree City Sessions dei Dance Gavin Dance, nonché la maggior parte dei dischi di Blue Swan Records.

## Formazione
Attuale
- Jon Mess – scream (2005–2008; 2010–presente)
- Matt Mingus – batteria, percussioni (2005–presente)
- Will Swan – chitarra solista, voce secondaria (2005–presente), rap (2009–presente), scream (2008–2010)
- Andrew Wells – chitarra ritmica e solista, voce secondaria (2016–presente, turnista 2015-presente)

Turnisti
- Zachary Garren – chitarra ritmica (membro ufficiale 2007–2010; turnista 2015-presente)
- Martin Bianchini – chitarre (2015–presente)
- Jessica Esposito - flauto (2016-presente)

Ex componenti
- Tilian Pearson – voce, chitarra (2012–2024)
- Tim Feerick – basso (2009–2010; 2012–2022)
- Jonny Craig – voce (2005–2007; 2010–2012; in tour 2015, 2016)
- Eric Lodge – basso (2005–2008; 2010–2012)
- Alvaro Alcala – chitarra ritmica (2005–2006)
- Sean O'Sullivan – chitarra ritmica (2006–2007; in tour 2010)
- Kurt Travis – voce (2007–2010; in tour 2012, 2015, 2016, 2018)
- Jason Ellis – basso (2008–2009)
- Josh Benton – chitarra ritmica (2010–2014; turnista 2016)

Ex turnisti
- Tony Marks – basso (2010)[49]
- Dan Snook – chitarra ritmica e solista (2010)[49]
- Matt Geise – voce (2012)
- Jordan McCoy – basso (2011–2012)[50]
- Aric Garcia – chitarra ritmica e solista (2014–2015; turnista 2015)
- Alex Whitcomb – chitarra ritmica (2015)[51]
- Joey Rubenstein – chitarra ritmica, voce secondaria (2017)
- Louie Balthazar - chitarra ritmica e solista (2018)[52]

## Discografia
Album studio
- Downtown Battle Mountain (2007)
- Dance Gavin Dance (2008)
- Happiness (2009)
- Downtown Battle Mountain II (2011)
- Acceptance Speech (2014)
- Instant Gratification (2015)
- Mothership (2016)
- Artificial Selection (2018)
- Afterburner (2020)
- Jackpot Juicer (2022)

EP
- Whatever I Say Is Royal Ocean (2006)

Album dal vivo
- Live at Bamboozle 2010 (2010)
- Tree City Sessions (2016)

Singoli
- Summertime Gladness / Pussy Vultures (2017)
- Head Hunter (2019)

Apparizioni in compilation
- Punk Goes Pop 7 (2017) - That's What I Like (cover di Bruno Mars)
- Songs That Saved My Life (2018) - Semi-Charmed Life (cover di Third Eye Blind)
- Punk Goes Acoustic 3 (2019) - Story of My Bros

### Video musicali
| Anno | Canzone                                  | Regista/i                    | Album                 |
| ---- | ---------------------------------------- | ---------------------------- | --------------------- |
| 2008 | "Me And Zoloft Get Along Just Fine"      | Robby Starbuck               | Dance Gavin Dance     |
| 2009 | "Tree Village"                           | Gareth McGilvray             | Happiness             |
| 2013 | "Strawberry Swisher, Pt. 3"              | Dillon Novak                 | Acceptance Speech     |
| 2014 | "The Death of the Robot with Human Hair" | John Howe                    | Acceptance Speech     |
| 2015 | "We Own The Night"                       | Raul Gonzo                   | Instant Gratification |
| 2015 | "Stroke God, Millionaire"                | John Howe                    | Instant Gratification |
| 2016 | "Betrayed By The Game"                   | Samuel Halleen               | Mothership            |
| 2016 | "Young Robot"                            | John Howe                    | Mothership            |
| 2017 | "Inspire the Liars"                      | Samuel Halleen and John Howe | Mothership            |
| 2017 | "That's What I Like"                     | Samuel Halleen               | Punk Goes Pop Vol. 7  |
| 2017 | "Summertime Gladness"                    | Mount Emult                  | Singolo               |
| 2018 | "Midnight Crusade"                       | Samuel Halleen               | Artificial Selection  |
| 2018 | "Care"                                   | Max Moore                    | Artificial Selection  |
| 2018 | "Count Bassy"                            | Mount Emult                  | Artificial Selection  |
| 2019 | "Head Hunter"                            | Samuel Halleen               | Singolo               |